# Czo Oju

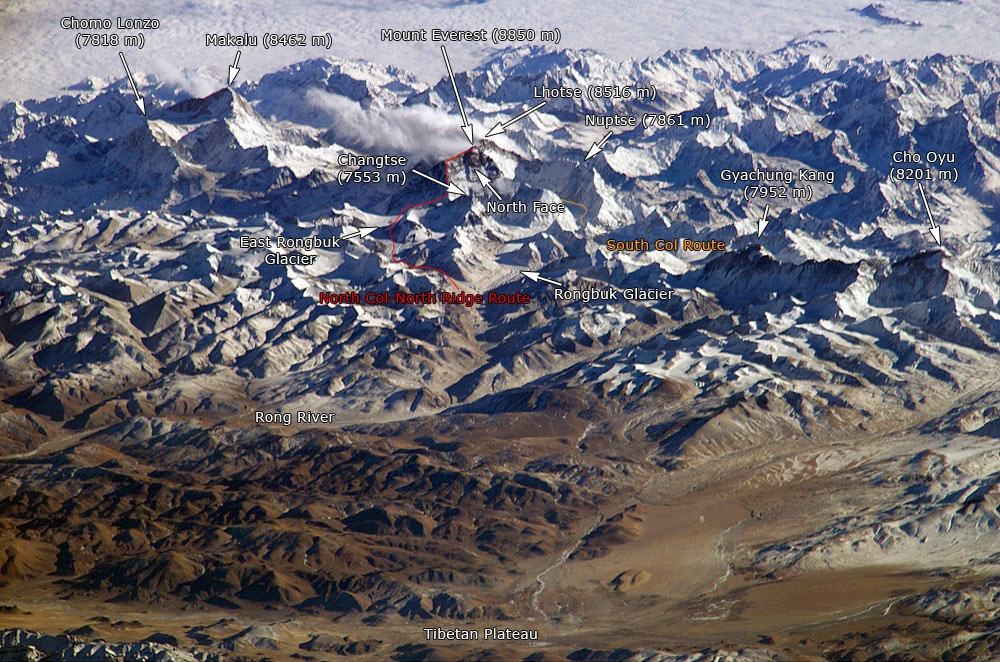
Położenie Czo Oju

Czo Oju (8188 lub 8201 m n.p.m.) – ośmiotysięcznik w głównej grani Himalajów Wysokich, na północny zachód od Mount Everestu, na granicy chińsko-nepalskiej. W tłumaczeniu tybetańska nazwa oznacza Turkusową boginię.
Indyjska Służba Topograficzna, mimo wykonania przez Brytyjczyków ogromu prac geodezyjnych podczas pomiarów Indii, nie przypisała Czo Oju żadnego numeru. Wydawało się bowiem, że góra ta jest niższa w porównaniu z gigantami widniejącymi na horyzoncie Nepalu od Makalu aż po Dhaulagiri. Później szczyt ten oznaczono numerem T45.
Szczyt opada w kierunku południowo-wschodnim stromą ścianą o wysokości 2800 metrów. Wysokość względna góry wynosi do około 3,5 kilometra.
Jest najłatwiejszym technicznie do zdobycia ze wszystkich czternastu ośmiotysięczników. Odsetek wypadków śmiertelnych jest na nim najniższy ze wszystkich gór ośmiotysięcznych.

## Historia zdobycia
Pierwszymi zdobywcami Czo Oju byli Austriacy Herbert Tichy i Sepp Jöchler oraz Pasang Dawa Lama z Nepalu, którzy weszli na szczyt 19 października 1954. Pierwsze wejście kobiece miało miejsce 13 maja 1984, a dokonały go Vera Komárkova i Dina Stěrbova z Czechosłowacji.
Zimą szczyt zdobyto po raz pierwszy 12 lutego 1985, kiedy Maciej Berbeka i Maciej Pawlikowski dokonali pierwszego wejścia polskiego w ramach wyprawy polsko-kanadyjskiej pod kierownictwem Andrzeja Zawady (nową drogą, południowo-wschodnim filarem). Trzy dni później na wierzchołku stanęli także Andrzej Heinrich i Jerzy Kukuczka.
Pierwsze przejścia innych dróg na szczyt:
- lewe żebro południowo-zachodniej ściany: Ryszard Gajewski, Maciej Pawlikowski oraz Konopka, Danielak, Osika, 1986
- ściana północna: Victor Grošelj, Blaz Jereb, Rado Navesnik, Marko Prezelj, Roman Róbas, Jože Rozman, Iztok Tomazin, 2-9 listopada 1988
- ściana południowo-zachodnia: Wojciech Kurtyka, Erhard Loretan, Jean Troillet, 1990

### Wejścia Polaków
- 12 lutego 1985 – Maciej Berbeka, Maciej Pawlikowski
- 15 lutego 1985 – Zygmunt Andrzej Heinrich, Jerzy Kukuczka
- 1986 – Ryszard Gajewski, Maciej Pawlikowski, Piotr Konopka, Marek Danielak, Andrzej Osika
- 1987 – Aleksander Lwow, Tadeusz Karolczak
- 16 października 1988 – Piotr Henschke
- 21 września 1990 – Wojciech Kurtyka
- 26 września 1991 – Wanda Rutkiewicz
- 1993 – Krzysztof Wielicki
- 24 września 1993 – Piotr Pustelnik
- 5 października 2000 – Ryszard Pawłowski, Eugeniusz Chomczyk i Dariusz Załuski
- 23 września 2003 - Sylwia Bukowicka
- 5 października 2003 – Kinga Baranowska, Marcin Miotk
- 24 września 2004 – Tomasz Kobielski, Janusz Adamski
- 30 września 2004 – Bogusław Magrel, Olaf Jarzemski, Bogusław Ogrodnik
- 1 maja 2005  - Wojciech Jankowski, Artur Kaźmierczak
- 3 maja 2005 - Ryszard Pawłowski
- 28 września 2005 – Anna Barańska, Piotr Barabaś
- 24 kwietnia 2006 – Piotr Morawski
- 1 października 2006 – Szymon Nałudka, Wojciech Sarna, Ireneusz Wolanin, Dariusz Wylezol
- 2 października 2006 – Marian Hudek, Krzysztof Apanasewicz, Grzegorz Siemieniec, Arkadiusz Grządziel, Andrzej Piłatowski
- 8 października 2006 – Paweł Michalski
- 24 września 2009 – Renata Piszczek
- 13 maja 2011 – Kamil Grudzień
- 17 maja 2011 – Piotr Tomala
- 1 października 2011 – Łukasz Stebelski
- 29 września 2014 - Robert Jedynak
- 29 września 2014 - Aleksander Ostrowski
- 25 sierpnia 2015 - Katarzyna Žeriavová
- 6 października 2023 - Dorota Rasińska-Samoćko